# Santa Cecilia (Burgos)
Pour les articles homonymes, voir Santa Cecilia.
Santa Cecilia est une commune d'Espagne de la province de Burgos dans la communauté autonome de Castille-et-León.

## Administration
| Période                                  | Période | Identité             | Étiquette | Qualité |
| ---------------------------------------- | ------- | -------------------- | --------- | ------- |
| 2007                                     |         | Rafael Martínez Ruiz |           |         |
| Les données manquantes sont à compléter. |         |                      |           |         |